# Monestir de Hairavank
El monestir de Hairavank (en armeni: Հայրավանք), armeni, dels s. IX a XII, es troba al nord-est del poble de Hairavank, a la riba sud-oest del llac Sevan, a la província de Geghark'unik'. El complex monàstic consta d'una església, capella i atri.
Envoltant el monestir hi ha molts khachkar i làpides que formen part d'un petit cementeri. Al nord-oest, a poca distància, hi ha les restes dels murs d'una fortificació medieval i els fonaments d'una població de l'edat del bronze. Durant les excavacions arqueològiques s'hi trobà un vaixell negre lluent de l'edat de bronze primerenca. També hi aparegueren armes de metall i pedra, eines, ídols d'argila, embarcacions, llars i dues tombes de l'edat de ferro.

## Arquitectura

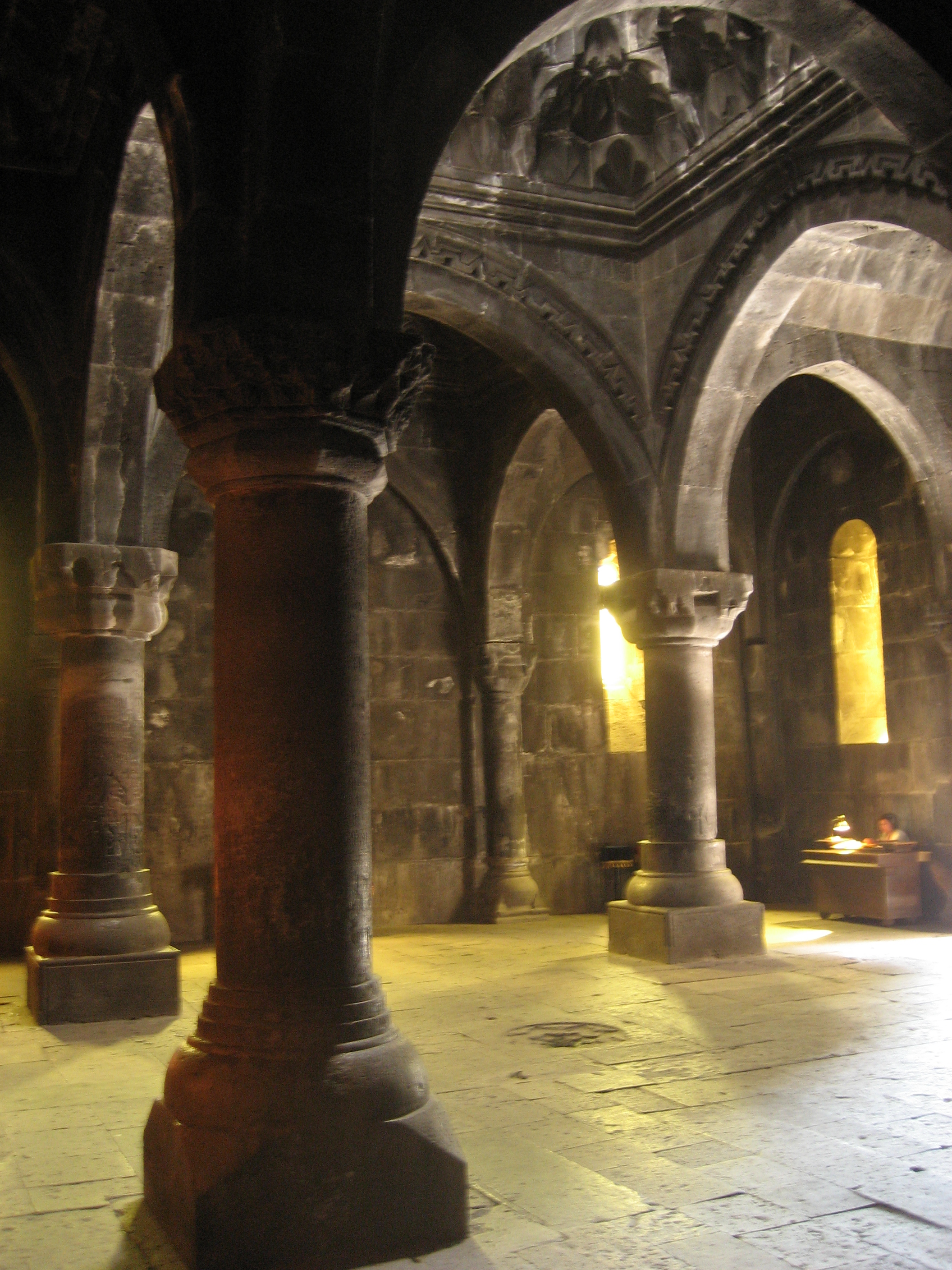
Atri del monestir de Geghard a Armènia

### Església i capella
L'església de Hairavank fou construïda durant el s. IX. Té un pla central en forma de quadrilòbul amb quatre absis semicirculars en la intersecció dels quals sengles trompes suporten el tambor octogonal que hi ha al damunt. Al s. X s'hi afegí una capella petita, en l'angle sud-est de l'església. Un portal senzill condueix a l'església des de l'atri, encara que aquesta entrada s'hi degué afegir entre els s. XII i XIII. Hi ha una segona entrada per la paret de l'església del costat sud. Les parets exteriors difereixen de la resta del complex en la incorporació a la façana de fragments de roca. El tambor originari i la cúpula s'havien enrunat totalment: foren reconstruïts entre 1977 i 1989.

### Atri
El gavit, una mena d'atri exclusiu de l'arquitectura armènia, se situa a l'oest i s'afegí a l'església al s. XII. La porta principal accedeix a l'estructura des de la paret occidental, i té un timpà en forma d'arc amb una inscripció mig esborrada damunt de la llinda. Un altre portal condueix al gavit des de la paret sud. La cúpula i els arcs recolzen en dues columnes gruixudes a la meitat occidental de l'edifici i dues columnes adossades a la paret oriental. La cúpula consisteix en un petit tambor octogonal (vist des de dins) així com la curta cúpula cònica octogonal decorada amb una maçoneria en patró d'arlequí, que alterna els tons roig i un gris lluminós de tova calcària. Es considera un dels exemples més primerencs d'obra de paleta policroma decorativa que s'hauria d'estendre per tots els edificis sagrats d'Armènia. Un òcul a la part alta de la cúpula deixa entrar la llum.